# Öldsiisaichany Erdene-Otschir
Öldsiisaichany Erdene-Otschir (mongolisch Өлзийсайханы Эрдэнэ-Очир, englisch Ölziisaikhany Erdene-Ochir; * 1. April 1936 in Bajandsürch; † 16. November 2017) war ein mongolischer Ringer.

## Karriere
Öldsiisaichany Erdene-Otschir nahm an den Olympischen Spielen 1964 und 1968 teil. 1968 errang er im Wettbewerb Schwergewicht Platz fünf. Auch bei den Weltmeisterschaften in Toledo 1966 sowie 1967 in Neu-Delhi errang er jeweils den fünften Platz. Bei den Weltmeisterschaften 1969 in Mar del Plata wurde er Sechster.